# Calle Portete

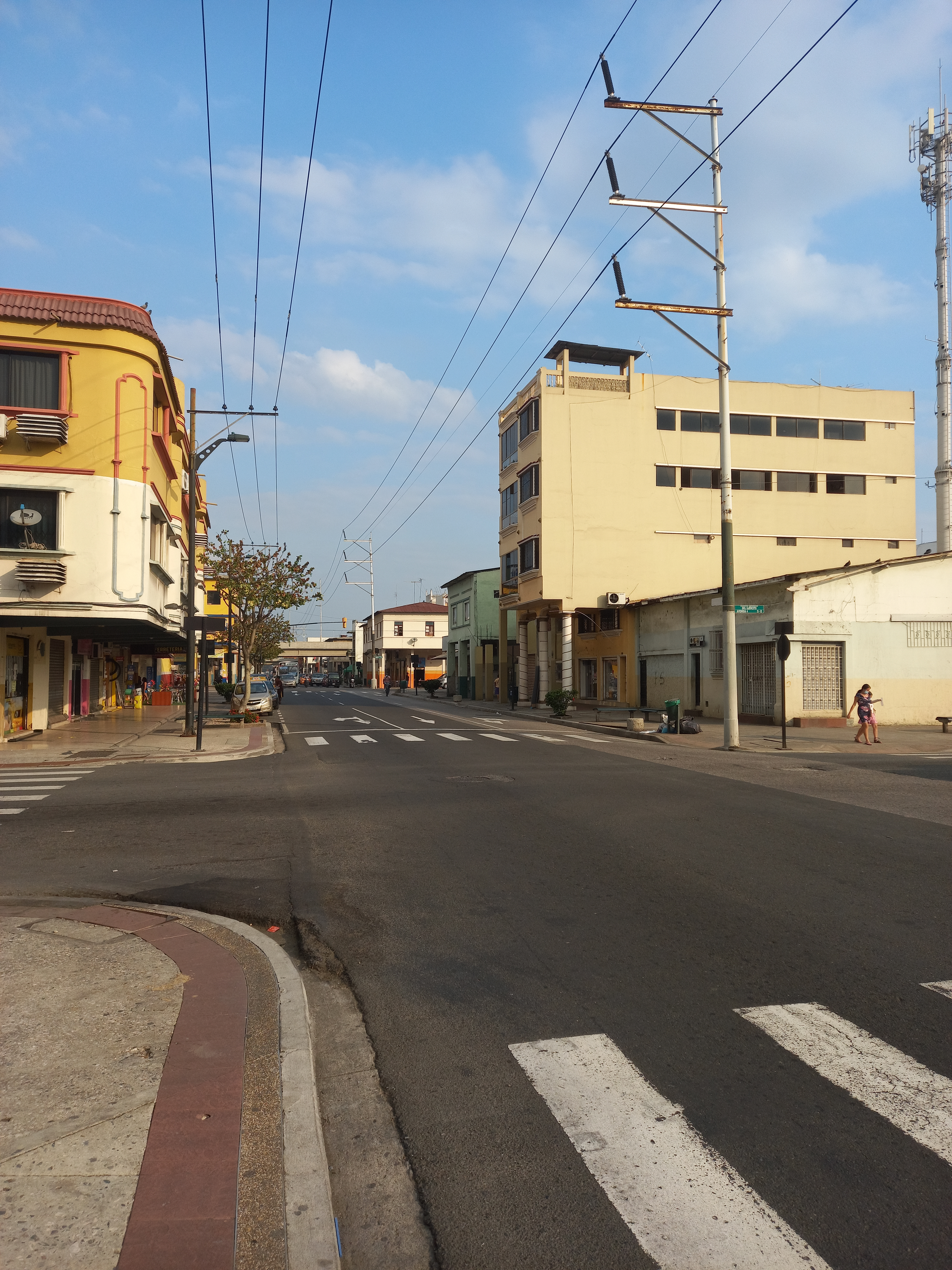
Calle Portete

La calle Portete es una calle de la ciudad ecuatoriana de Guayaquil. Se ubica en el suroeste de la ciudad. tiene un trayecto de 6 kilómetros divididos en 64 cuadras que abarca las parroquias Febres Cordero Y Ximena. Nace a la orilla del río Guayas en el barrio del Astillero y culmina en el puente homónino a la altura de la avenida Barcelona.

## Historia
Antiguamente conocida como "Portete y tírate al agua" debido a que era una vía de acceso al suburbio de Guayaquil, tomó su nombre de la batalla de Portete. los alrededores de la calle fueron habitados por trabajadores de las antiguas calles del Astillero y la calle industrial. debido a que el sector no contaba con agua potable era común ver un desfile de hombres con tarros de metal dirigirse hacia la pileta comunitaria ubicada en la calle Gómez Rendón.
En los años 70 la calle fue pavimentada desde ese año los moradores de la calle Portete denominaron las intercesiones por números (aunque el municipio de Guayaquil ha nombrado las calles con nombres de personajes relevantes, los guayaquileños aún siguen llamando las calles por números). A finales de 1999 fue regenerada por el municipio de Guayaquil, y en el año 2020 se adecuó un plan para reinsertar árboles nativos en el parterre central de la calle.
Una tradición del sector es acudir los 1 de diciembre al encendido del árbol de Navidad ubicado a la altura de la calle 29. El árbol de Navidad de la calle Portete consta de una estructura metálica de 24 metros de altura.